# Рафах (провінція)
Рафах (провінція ПНА) — (араб. محافظة رفح‎), адміністративний район Палестинської національної адміністрації (ПНА) в найпівденнішій частині Сектору Газа. Адміністративний центр — місто Рафах, що розташовано на кордоні з Єгиптом.
За даними Центрального бюро статистики ПНА, у середині 2006 року в провінції проживало 171 363 мешканців.
На території провінції знаходиться Міжнародне летовище Ясира Арафата.